# Ballum (kvæg)
 For alternative betydninger, se Ballum (flertydig). (Se også artikler, som begynder med Ballum)
Ballumkvæg var en kvægrace, som oprindeligt stammede fra den vestlige del af Sønderjylland mellem Tønder og Ribe. Racen var rødbrun og dyrene relativt kraftige med en gennemsnitsvægt på 500 kg. I tiden 1840-1880 blev der importeret en del avlsdyr af denne race til de danske øer. Her indgik de i avlsarbejdet med rød dansk malkerace. Det oprindelige ballumkvæg er nu helt indgået i korthornskvæget.
 Der er for få eller ingen kildehenvisninger i denne artikel, hvilket er et problem. Du kan hjælpe ved at angive troværdige kilder til de påstande, som fremføres i artiklen.